# Analiza wariancji dla pomiarów powtarzanych
Analiza wariancji dla pomiarów powtarzanych (ang. ANOVA for repeated measures) − procedura analizy wariancji mająca zastosowanie w sytuacji badań, w których jedna próba jest testowana w dwóch warunkach eksperymentalnych lub w większej ich liczbie (a więc w ramach planu dla prób zależnych). Zmienna zależna musi być zmienną co najmniej ze skali przedziałowej. 
Przykład: Badacz chce przetestować efektywność różnych dawek leku przeznaczonego dla dzieci z ADHD. Aby skontrolować różnice indywidualne między badanymi dziećmi postanowił sprawdzić działanie kolejno trzech różnych dawek leku u każdego z młodych pacjentów. W I pomiarze zastosowano małą dawkę leku, w II pomiarze średnią dawkę leku, zaś w III pomiarze dużą dawkę leku. Zmienną zależną jest wynik w teście psychologicznym mierzącym objawy ADHD.
Teoretycznie, w powyższym przykładzie wszystkie różnice pomiędzy poszczególnymi pomiarami mogą być obliczone (chociaż nie jest to polecane!) za pomocą testu t Studenta dla prób zależnych (skorelowanych). Łącznie trzeba byłoby wykonać trzy tego rodzaju testy, a więc porównać ze sobą wyniki wszystkich pomiarów: 

- pomiar I i pomiar II,
- pomiar I i pomiar III,
- pomiar II i pomiar III.

Jednakże, w powyższej sytuacji zdecydowanie lepszym rozwiązaniem jest zastosowanie analizy wariancji dla pomiarów powtarzanych, gdyż wielokrotnie powtarzając test t Studenta wzrasta prawdopodobieństwo popełnienia błędu I rodzaju (a więc odrzucenie hipotezy zerowej, która nie jest fałszywa). 

## Założenia analizy wariancji dla pomiarów powtarzanych
Jednoczynnikowa analiza wariancji dla pomiarów powtarzanych przyjmuje następujące założenia:

1. Próba została dobrana w sposób losowy.

2. Wyniki dla każdego warunku eksperymentalnego charakteryzują się rozkładem normalnym.

3. Wyniki dla każdego warunku eksperymentalnego mają równe wariancje (jest to tzw. założenie o homogeniczności wariancji).

4. W przypadku każdej pary warunków eksperymentalnych (pomiarów) wariancja różnic pomiędzy wynikami jest w populacji taka sama (jest to tzw. założenie o sferyczności).
Do weryfikacji założeń o normalności rozkładu mogą posłużyć testy badające normalność rozkładu. Założenie o homogeniczności wariancji może zostać zweryfikowane za pomocą testu Levene’a jednorodności wariancji. Z kolei założenie o sferyczności może zostać zweryfikowane za pomocą testu sferyczności Mauchly’ego. Jeżeli założenie o sferyczności nie jest spełnione to można przeprowadzić analizę wariancji z powtarzanymi pomiarami, ale należy przy tym zastosować poprawkę Greenhouse’a-Geissera lub poprawkę Huynha–Feldta.